# 헬로! 애기씨
《헬로! 애기씨》는 KBS 2TV에서 2007년 3월 19일부터 2007년 5월 8일까지 방송되었던 KBS 2TV 월화 드라마였다.

## 등장 인물

### 주요 인물
- 이다해 : 이수하 역 - 종갓집 '화안당'의 주인, 제안 이씨 이참판 댁 증손녀
- 이지훈 : 황동규 역 - TOP 그룹의 재무실장, 황만복의 손자
- 연미주 : 서화란 역 - 성안골 광녀의 딸
- 하석진 : 황찬민 역 - 황만복의 손자, 동규의 사촌 동생, 이준영의 친구

### 이수하의 주변인물
- 여운계 : 이학 할매 역
- 허현호 : 병태 할배 역
- 조은덕 : 안성댁 역
- 박순천 : 화란의 어머니 역 - 성안골 광녀
- 장영란 : 오정숙 역 - 수하의 친구

### TOP그룹 사람들
- 박인환 : 황만복 역 (아역 이현직) - TOP 그룹의 회장, 화안당 머슴 출신
- 최수린 : 황유일 역 - 황만복의 서녀, 동규와 찬민의 고모, TOP그룹 프로젝트 '드림바디'의 팀장
- 김현주 : 이명숙 역 - 찬민의 어머니, TOP그룹 기획 총괄 이사
- 문천식 : 장 대리 역 - 동규의 비서
- 김광규 : 곽 부장 역 - 이명숙의 비서

### 그 외 인물
- 박찬환 : 이돈규 역 (아역 김선은) - 수하의 아버지
- 김희진 : 한수정 역 - 이돈규의 부인, 준영과 준희의 어머니
- 주종혁 : 이준영 역 - 수하의 이복 오빠
- 이인 : 이준희 역 - 수하의 이복 동생
- 정재진 : 문중 어르신 역
- 이용진 : 문중 어르신 역
- 박승배
- 안석천
- 박성균 : 사진작가 역
- 조선옥 : 다방 주인 역
- 김진형 : 나카무라 타로상 환영회의 참석한 남자 역
- 지성근 : 택시기사 역
- 한동환 : 성형외과 의사 역
- 장주연 : 호텔 직원 역
- 김성훈 : TOP 그룹 프로젝트 드림바디 스탭 역
- 김주영
- 한은정
- 박병현
- 정병철
- 송경의 : 권장수 역 - 종가집 전문 대출 사기꾼
- 손영순 : 울고 있는 수하를 달래주는 할머니 역
- 이진주
- 김상식
- 최진홍
- 이도희
- 박영우
- 이중열 : 촬영감독 역
- 구본석 : 사진작가 역
- 유인석 : 신의도에서 황만복의 지시를 처리하는 남자 역
- 김희수
- 공재원 : 하야시상 역
- 반야성
- 김종호 : 공인중개사 역
- 김영선 : 이장 역
- 지연 : 불량 학생 역
- 이정훈 : 식당 주인 역
- 김명중 : 노래 자랑 사회자 역
- 한영광 : TOP그룹 로비직원 역
- 이현
- 신수빈
- 허선행 : 약사 역
- 김기준
- 김태희
- 조성희 : 김현욱 역 - 방송국 PD
- 이정성 : 의사 역
- 최윤준 : 만두공장 직원 역
- 이도아

## 수상 경력
- 2007년 KBS 연기대상 미니시리즈 부문 여자 우수상 이다해

## 참고 사항
- 당초 종갓집의 자존심을 뜻하는 《프라이드》로 제목이 결정됐으나 이종격투기의 한 종류인 '프라이드'에 대한 드라마로 오해하는 사람들이 많아서 제목을 변경했다.[1]
- 재치 넘치는 설정이 다수 그려졌으나 이다해 캐릭터에 대한 식상함과 등장 인물의 지나친 과장 연기 등으로 시청자들의 공감을 얻지 못하여[2] 기대 이하의 성적에 그쳤다.